# Smalt

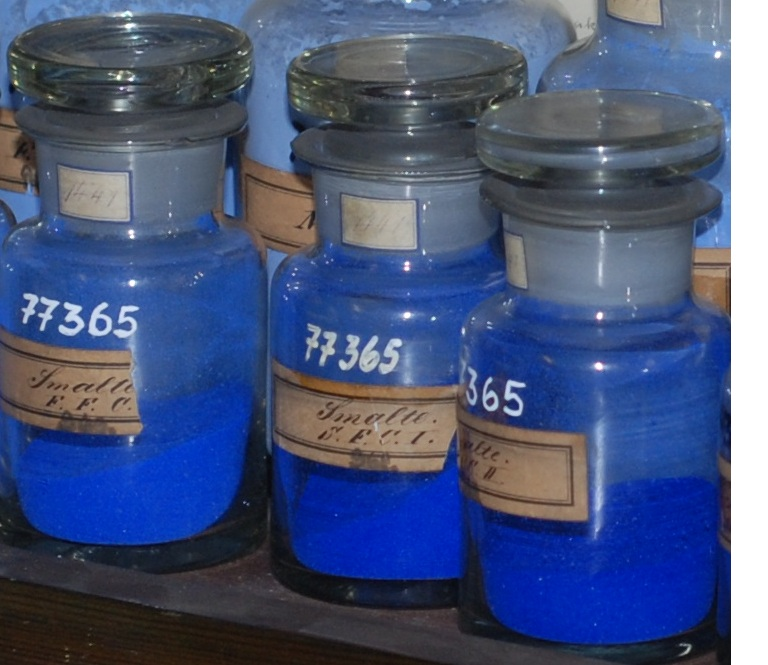
Smalt, Collection historique de colorants de l'université technique de Dresde (Allemagne).

Le smalt, répertorié au Colour Index sous le code PB 32,  est un pigment minéral bleu utilisé depuis la période de la Renaissance italienne, particulièrement prisé aux XVIe et XVIIe siècles, surtout par les peintres flamands et nordiques. Ce pigment était autrefois indifféremment nommé azur, bleu d'azur, bleu de cobalt ou bleu de Saxe ; l'appellation « bleu de cobalt » est aujourd'hui réservée aux aluminates de cobalt ; les autres noms peuvent s'appliquer à un grand nombre de pigments bleus (PRV1).
L'outremer artificiel et les bleus de cobalt le remplacent dans la peinture au XIXe siècle. Son usage actuel est principalement l'émaillerie (PRV1).

## Préparation
Le smalt est un silicate de potassium et de cobalt, plus ou moins impur à l'origine. Différents minérais de cobalt, le plus souvent sulfo-arséniures de cobalt comme le glaucodot, des arséniures de cobalt comme la smaltite, des mélanges de sulfures et/ou d'arséniures de cobalt et accessoirement de nickel, subissaient un grillage ou une forte pyrolyse en présence d'air. Le résidu calciné de ces minéraux, que la tradition minière germanique nomme à la fin du Moyen Âge et surtout au début du XVIe siècle d'un substantif neutre das kobolt, das kobalt, das kobel(e)t, était à base d'oxyde de cobalt CoO. 
Ce résidu était calciné avec du sable blanc et de la potasse, ce qui permettait de le purifier. La masse fondue formait deux couches ; la couche inférieure nommée speiss par la tradition minière germanique avait un aspect métallique, elle comportait dans le cas de minerais arséniés surtout des arséniures de nickel impurs et accessoirement des sulfures de cuivre et de cobalt.
La partie supérieure, un verre potassique coloré en bleu, stable, nommé smalt, protégeait la matière colorante ; il  était broyé en poudre pigmentaire suivant les besoins. Le broyage entre deux meules donnait des poudres fines de bleu azur. La matière fine était mise en suspension dans l'eau claire, et la différence de vitesse de sédimentation permettait de classer efficacement les particules, des plus grossières qui formaient les premiers dépôts aux fines se déposant lentement, les ultra-fines étant souvent d'un bleu grisâtre. Le "bleu azur" ou smalt était utilisé pour la peinture de céramique et, après le XVIIe siècle, de porcelaine. Il permettait aussi de fabriquer des crayons ou marqueurs bleus stables pour les charrons et menuisiers.
Le smalt vitreux pouvait être incorporé directement dans le verre. Les verriers pouvaient préparer un verre bleu assez onéreux, qu'il nommait verre smalté ou encore smalt en fondant des matières vitrifiables (silice ou quartz, sable blanc, silex...) avec ce pigment vitreux commercialisé[réf. souhaitée].
On appelait le pigment bleu d'azur, précisant quelquefois azur de deux feux ou de quatre feux, suivant son degré de préparation, partant, sa finesse ou sa beauté.
Le smalt a servi longtemps de substitut au bleu outremer, beaucoup plus cher (Ball 2010, p. 179). Il est remplacé dès le XIXe siècle par les bleus de cobalt de synthèse, de qualité bien supérieure.

## Origine et histoire

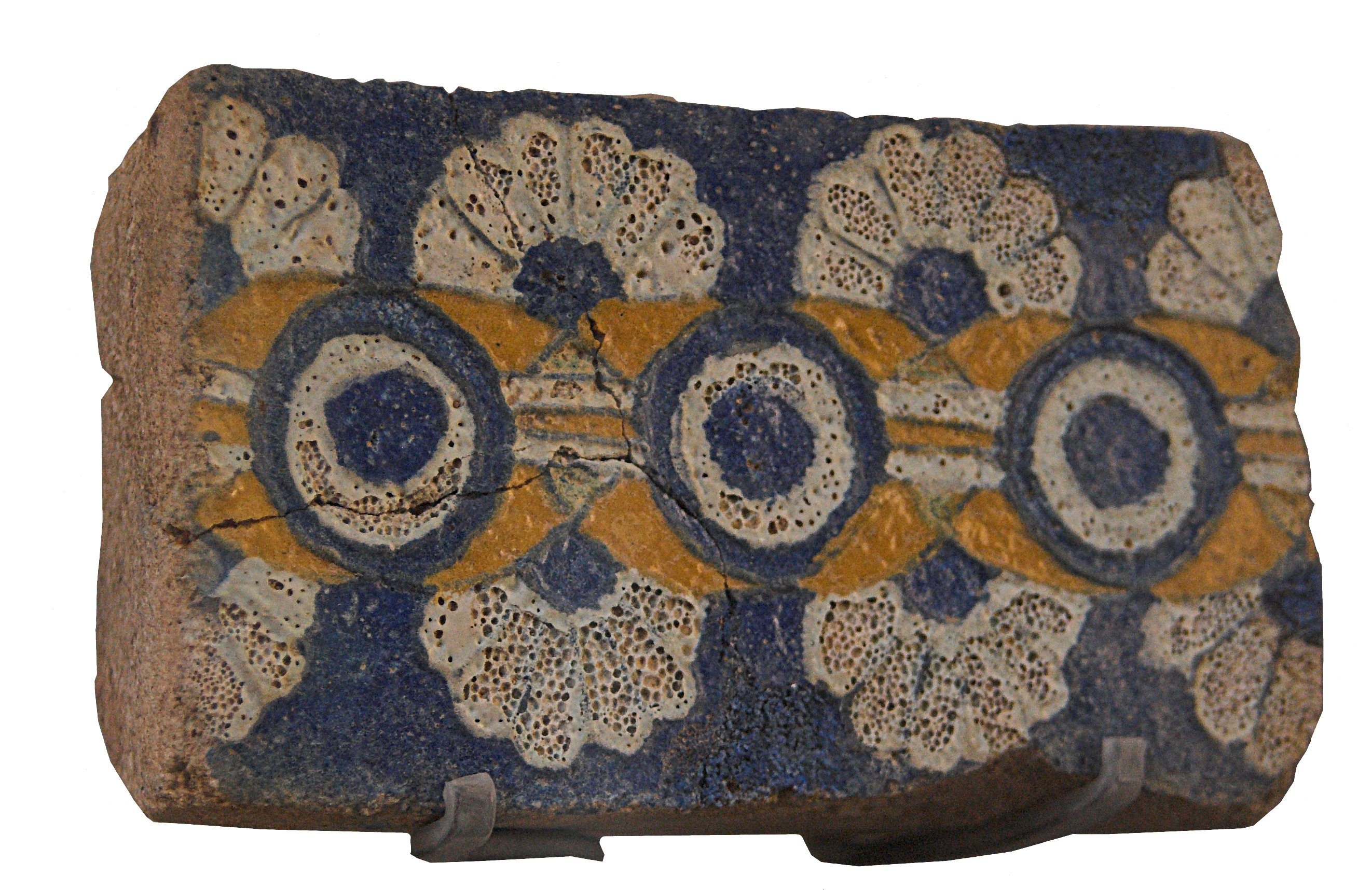
Fragment de brique à décor floral : motif d'encadrement. Époque achéménide, fin VIe siècle - IVe siècle siècles av. J.-C. Suse. Brique siliceuse à glaçure. Musée du Louvre.

Le smalt dériverait d'un des tout premiers pigments de synthèse mis au point par les Égyptiens, un verre teinté au cobalt, que l'on retrouve aussi en Babylonie. Il semble qu'en Europe, il ait d'abord été utilisé pour la fabrication d'émaux, d'où son nom tiré de l'italien, « smalto » (PRV1).
Le verre bleu, au cobalt, utilisé épisodiquement sous les XVIIIe et XIXe dynasties égyptiennes vers XVe siècle av. J.-C., disparaît ensuite pour ne réapparaître qu’aux époques phénicienne/romaine avant de se développer en Chine sous les Tang au VIIIe siècle puis progressivement regagner la Méditerranée au travers du monde islamique. Cette couleur triomphe au XIVe et XVe siècles sous les Yuan pour la réalisation de la porcelaine en bleu et blanc et dans tout le monde sinisé, le bleu étant particulièrement prisé par les Mongols qui ont développé la céramique de type lajvardina. Des matières plus épurées ont été recherchées ensuite, en Chine même, sous la dynastie Ming, pour le même usage, alors que l'accès au Moyen-Orient était devenu plus difficile et afin d'en réduire le coût[réf. souhaitée].
Mélange d'oxyde de cobalt et de verre broyé (silice et potassium), il doit l'intensité de son bleu à sa proportion en cobalt (de 2 à 18 %).  Il produit de nombreuses nuances différentes. Il se différencie du bleu égyptien, plus clair, qui contient du cuivre.
À la fin du XIIe siècle l'oxyde de cobalt est employé sous le nom de « cafre » ou  « saffre », du latin médiéval sapphirus, pour la coloration des vitraux. Mais le vitrail bleu semble avoir été auparavant importé à grand frais de l'Allemagne, le « bleu de Saint-Denis » est réalisé « à prix d'or » vers 1140 par les maîtres-verriers sur l'ordre de l'abbé Suger, qui ne lésine pas sur les investissements de reconstruction de l'église abbatiale et nécropole royale de Saint-Denis. Suger décrit le bleu des vitraux comme materia saphirorum. Le coût des matériaux colorés dépasse le salaire des maîtres verriers. L'art du vitrail bleu, probablement de moins en moins onéreux, se répand progressivement ensuite, dans les églises importantes ou cathédrales, au Mans, à Vendôme ou à Chartres. L'exemple le plus célèbre est le « Bleu de Chartres » qui fait la renommée de Notre-Dame de la Belle Verrière, datant d'entre 1160 et 1180. Selon Michel Pastoureau, le bleu de Chartres correspond à l'origine au bleu de Saint-Denis. Ce smalt ou « bleu cobalt » provient des régions minières dites « saxonnes » de l’Est de l’Europe actuelle, par exemple au Schneeberg en Saxe ou dans le Harz, en Bohême ou au Tyrol…
La généralisation du style gothique entraîne la multiplication des verrières, et le remplacement de ce bleu encore trop cher par un bleu de manganèse plus sombre et tirant sur le violet,.

## Sources

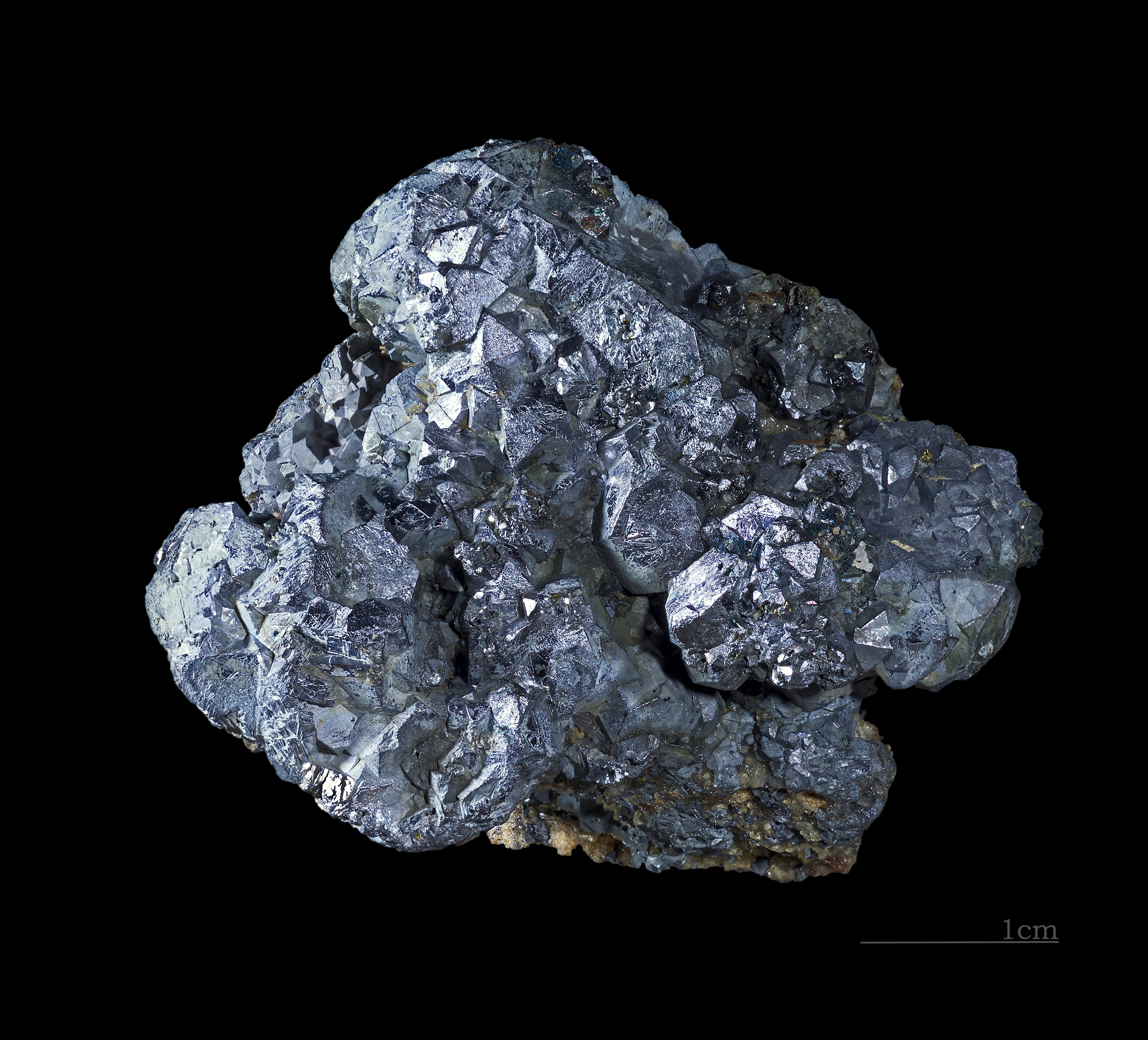
Smaltite.

La principale source de cobalt utilisé dans la préparation du smalt européen est un minerai nommé skuttérudite. On n'utilisait autrefois qu'une de ses formes, nommée smaltite à l'époque moderne.
La mine Chrétien, placée sous le patronage de Chrétien II de Birkenfeld, prince des Deux-ponts et héritier de la famille des Ribeaupierre, en activité de 1710 au 27 mai 1755 à Sainte-Marie-aux-Mines, dégageait l'essentiel de ses revenus de l'exploitation du bleu de cobalt en 1735. La smaltine extraite était broyée, mélangée à du sable et placée en creuset, enfin soumise à fusion pour donner un verre appelé smalt. 
Aux XVIe et XVIIe siècles, d'autres minerais de cobalt suivant les minerais des contrées minières auraient été ajoutés tels l'érythrite, encore nommée autrefois érythrine, minerai d'arséniures de Co oxydée en arséniates de couleur « rose fleur de pêcher » et la cobaltite.

## Usages

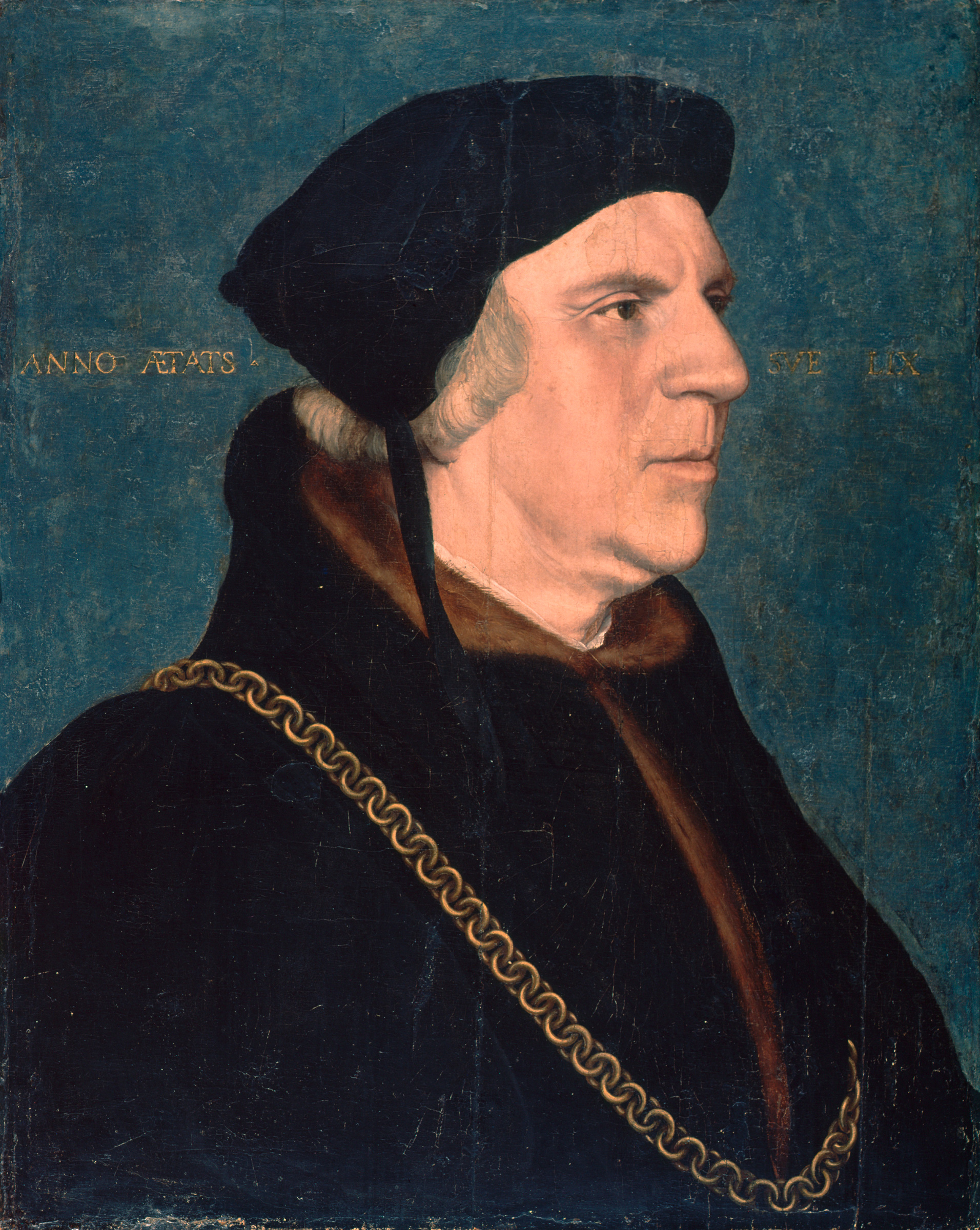
On a mis du smalt en évidence dans le portrait de William Butts (1543) par Holbein.

Probablement introduit dans la peinture à l'huile au XVe siècle,  le smalt broyé fut très en vogue au XVIe siècle, malgré sa tendance à se décolorer à l'huile et à prendre une teinte brunâtre. Rembrandt appréciait son pouvoir siccatif. Le smalt faisait aussi partie de la palette de Vermeer et de Holbein. Velasquez l'utilisa comme matière de charge en mélange avec le lapis-lazuli.
Les verres antiques bleus sont colorés avec un composé à base de cobalt qui pourrait être le smalt.
L'industrie céramique se servait autrefois du smalt pour obtenir la couleur bleue, notamment dans les faïences de Delft ou plus modestement la coloration des poteries d'Alsace, en particulier les fameux pots de grès de Betschdorf.
Le principal marché du smalt au XVIIIe et XIXe siècles est le blanchiment des papiers et tissus par azurage. Ajouté en faible quantité à un bain, sa couleur permet d'éliminer la teinte naturelle légèrement jaunâtre de la fibre.

## Décoloration du smalt
Certains smalts deviennent grisâtres. Quand la teneur en potasse est élevée, une réaction chimique avec l'huile provoque en effet la décoloration du smalt, pour la même raison qui fait que, trop finement broyé, il est grisâtre. La coloration provient des arêtes des cristaux, détruite par la corrosion aussi bien que par un broyage trop poussé (PRV1, p. 377). C'est ce qui est arrivé aux ciels de Murillo.